# Lindsey Horner
Lindsey Horner (* 4. Oktober 1960 in New York City) ist ein amerikanischer Bassist des Modern Creative Jazz.

## Karriere
Horner studierte Kontrabass an der Juilliard School of Music und außerdem Musikwissenschaft und Philosophie am Trinity College (Dublin). Weiterhin nahm er Privatunterricht bei Milt Hinton und bei Dave Holland. Seit 1982 leitet er eigene Gruppen; seine beiden ersten CDs „Never No More“ (1991) und „Mercy Angel“ (1995) wurden von Down Beat mit der Höchstzahl von fünf Sternen bewertet. Weiterhin leitete er gemeinsam mit dem Pianisten Neal Kirkwood die Gruppe „The Chromatic Persuader“ und war Mitglied des Trios von Myra Melford (Alive in the House of Saints, 1993) und des Quartetts von Matthias Schubert. Er wirkte zudem an Aufnahmen von Muhal Richard Abrams, Marty Ehrlich, Herb Robertson (Transparency, 1985, und X-Cerpts: Live at Willisau, 1987), Tom Varner, Bobby Previte, Peter Herborn und des New York Composers’ Orchestra mit. Er trat mit Pharoah Sanders, John Zorn, Joey Baron, Mark Feldman, Ray Anderson und Don Byron auf. Daneben bewegte er sich auch im Kontext irischer Musik und spielte mit The Chieftains, mit der Bothy Band und mit Andy Irvine.

## Diskographische Hinweise
- Jewels and Binoculars – Michael Moore, Lindsey Horner, Michael Vatcher Play Music of Bob Dylan
- Don't Count On Glory (2005, mit Brian Lynch, Ben Opie, Marty Ehrlich, Lou Stellute, Neal Kirkwood, Uri Caine, Colter Harper, Pete McCann, Eric Susoeff, Allison Miller, Bobby Previte, Dave Throckmorton, Lieven Venken, Jeff Berman, Jim DiSpirito)
- Undiscovered Country (2014, mit Erwin Vann, Andy Irvine, Rob Thomas, Chris Cunningham, Augustin Foly, Colter Harper, Jeff Berman, Allison Miler, Randy Crafton)

## Lexigraphische Einträge
- Martin Kunzler: Jazz-Lexikon. Band 1: A–L (= rororo-Sachbuch. Bd. 16512). 2. Auflage. Rowohlt, Reinbek bei Hamburg 2004, ISBN 3-499-16512-0.